# Гнездилов, Михаил Захарович
Михаил Захарович Гнезди́лов (3 января 1946 — 10 марта 2014) — советский и российский государственный деятель, депутат Государственной думы Российской Федерации I созыва (1993—1995), член Совета Федерации от исполнительного органа государственной власти Республики Алтай (2001—2002).

## Семья
дочь Бокарева (Гнездилова) Лариса Михайловна, 1969 года рождения, начальник бюджетного отдела Министерства финансов Республики Алтай.

## Биография
В 1969 году окончил Алтайский политехнический институт по специальности «инженер-строитель-технолог». В 1985 году заочно окончил ВПШ в Новосибирске.
- 1971—1973 — начальник смены, цеха, главный технолог Комбината строительных материалов (Барнаул)
- 1973—1985 — главный инженер завода по производству строительных материалов (Горно-Алтайск)
- 1985—1991 — председатель горисполкома Горно-Алтайска,
- 1992—1993 — первый заместитель председателя Правительства Республики Алтай ( в первом правительстве Владимира Петрова )
- 1993—1995 — депутат Государственной Думы РФ первого созыва по Горно-Алтайскому округу № 9 (Горный Алтай). Входил в депутатскую группу «Новая региональная политика» (НРП). Являлся членом Комитета Государственной Думы по бюджету, налогам, банкам и финансам (подкомитет по бюджетной системе и внебюджетным фондам).
- 1995 — был включен в список кандидатов в депутаты Государственной Думы РФ второго созыва от Аграрной партии России (АПР), но выбыл из списка АПР после его регистрации. Был также включен в первоначальный вариант списка «Блока Ивана Рыбкина» и список избирательного объединения «Наш дом — Россия» (НДР), из которого выбыл до регистрации. В результате баллотировался 17 декабря 1995 как независимый кандидат по Горно-Алтайскому избирательному округу № 2. Набрал на выборах 12,62 % голосов, заняв третье место.
- 1996—1997 — первый заместитель председателя  Правительства  Республики  Алтай  по вопросам  строительства,  энергетики  и  коммунального хозяйства ( во втором правительстве Владимира Петрова )
- 1997—1998 — первый заместитель председателя Правительства РА ( в правительстве Валерия Чаптынова )
- 1998 — 1999 — заместитель председателя Правительства РА - министр строительства,  архитектуры  и  жилищно-коммунального хозяйства (в  правительстве Семёна Зубакина )
- 2000—2001 —первый заместитель председателя Правительства Республики Алтай (в  правительстве Семёна  Зубакина )
- 2001—2002 — член Совета Федерации от Правительства Республики Алтай, член Комитета Совета Федерации по вопросам экономической политики. В 2002 году — член Комитета СФ по вопросам местного самоуправления.

Затем работал в аппарате Совета Федерации, в постпредстве Республики Алтай в Москве.
Скончался 10 марта 2014 года в Москве.

## Награды и звания
- орден «Знак Почета»